# Berthel Hauch
Berthel Hauch (født 20. oktober 1671, død 2. november 1741 i København) var en dansk godsejer, deputeret og krigskommissær, far til Frederik Hauch.

## Karriere
Han var søn af Jørgen Johansen Hauch (1639-1709) og Maren Knudsdatter Klyne (død ca. 1697), for hvem sønnen Berthel Hauch lod opsætte en sten med en af magister Laurs Fog i Ribe forfattet indskrift:
"Jeg er et Kiendetegn, at under Mulden findes, Dend salig Hauch'es Been og Elskede Mandindes, Som var i Ægteskab ved Nie og Tredive Aar, Huis Nafn hos dette Folck i æreminde staar. Af dette Ægtepar som Grene ud af Stammen De Danske Hauch'er har der' Udspryng allesammen, Dem, gunstig Læser, ynsk Velsignelse af Gud, At dette Stammenafn sig vit maa brede ud."

"Ribe d. 4 May 1717. L. Fog."
Berthel Hauch besøgte Vejle og Ribe Skole, kom 1688 i huset hos justitsråd Worm i Ribe, 1690 til København på Generalkommissariatets kontor, fra 1692 i tjeneste hos krigs- og landkommissær Otto Pedersen Himmelstrup, 1700 forvalter hos baron Frederik Christian Holck på Holckenhavn, 1701 regimentskvartermester ved Prins Christians Regiment, 1711 krigskommissær og forsat til Grenaderkorpset, fulgte den danske hær på dens felttog i Pommern, Bremen og Holsten, var til stede ved slaget ved Gadebusch, blokaden af Tønning og Stralsunds belejring.
Hauch var fra 27. november 1715 til 1729 amtsforvalter over Aalborghus, Børglum, Åstrup og Sejlstrup Amter, 1717 tillige land- og krigskommissær over Viborg Stift, 1718 karakteriseret krigsråd, 1727 medlem af en kommission til en afregning med Armeen for de seneste fem år; 1728 virkelig justitsråd, 1729 deputeret i Landetatens Generalkommissariat, direktør for Krigshospitalet og Den militære Enkekasse og blev 3. februar 1741 assessor i Højesteret, men døde samme år.
Hauch ægtede 28. maj 1704 på Hollufgård Elisabeth Westengaard (2. januar 1685 i Odense - 11. juni 1728 i Aalborg), datter af Jens Eriksen Westengaard (1633-1691) og Maren Bang (1646-1720).

## Godsejer
Hauch skrev sig til Juellingsholm (?) og Dallund i Skovby Herred (hvoraf han ved sit giftermål i 1704 fik en anpart og i 1706 købte en større af svogeren Erik J. Westengaard, hvilken han i 1708 solgte til sin svigerfader Otto Pedersen Himmelstrup), Sohngårdsholm i Fleskum Herred (1722 købt for 20.900 rigsdaler) og Bonderupgård i Slagelse Herred (købt 1733 af svogeren, rådmand P. Jensen i Slagelse; solgt 1739).